# خيرمان بارينيو
خيرمان بارينيو بويس (بالإسبانية: Germán Parreño Boix)‏ (مواليد 16 فبراير 1993) هو لاعب كرة قدم إسباني يجيد اللعب في مركز حراسة المرمى , ويلعب حاليًا لنادي إسبانيول الإسباني.

## بطولات وإنجازات اللاعب

### إسبانيول
- كأس كاتالونيا: 2013–2014 - المركز الثاني.

## روابط خارجية
- خيرمان بارينيو على موقع قاعدة بيانات كرة القدم.إي يو (الإنجليزية)
- خيرمان بارينيو على موقع Soccerway.com (الإنجليزية)
- خيرمان بارينيو على موقع AS.com (الإسبانية)
- Germán Parreño